# اريك كار (موسيقي)
اريك كار (بالإنجليزية: Eric Carr)‏ هو موسيقي وطبال أمريكي، ولد في 12 يوليو 1950 في بروكلين في الولايات المتحدة، وتوفي في 24 نوفمبر 1991 في نيويورك في الولايات المتحدة بسبب سرطان.

## وصلات خارجية
- الموقع الرسمي
- اريك كار على موقع IMDb (الإنجليزية)
- اريك كار على موقع ميوزك برينز (الإنجليزية)
- اريك كار على موقع إن إن دي بي (الإنجليزية)
- اريك كار على موقع أول ميوزيك (الإنجليزية)
- اريك كار على موقع ديسكوغز (الإنجليزية)
- اريك كار على موقع ديسكوغز (الإنجليزية)
- اريك كار على موقع قاعدة بيانات الفيلم (الإنجليزية)